# Gass
Gass is een single van de Nederlandse rapper Sevn Alias in samenwerking met rappers Jason Futuristic, BKO en Jairzinho uit 2016. Het stond in hetzelfde jaar als achttiende track op het verzamelalbum Gate 16 van platenlabel Rotterdam Airlines.

## Achtergrond
Gass is geschreven door Bryan Oduro, Jairzinho Winter, Jason Piqué, Sevaio Rosario Mook en William Mensah en geproduceerd door Willybeatsz. Het is een nederhoplied waarin de rappers zingen over gas geven en snel rijden in een auto. Het thema auto's is ook goed terug te zien in de videoclip, waar veel verschillende en dure automobielen te zien zijn. De single heeft in Nederland de vijf dubbele platina status.
Het lied was voor zowel Jason Futuristic als BKO hun eerste hit (voor Futuristic anno 2022 nog de enige). Alias had voor uitbrengen al enige nummers uitgebracht met zowel gouden als platina status, waaronder One night stand en Jairzinho had enig succes met Laat niet los. Gass werd veel geluisterd en is anno 2022 vier keer platina. Alias, BKO en Jairzinho zouden later nog met elkaar samenwerken op de hit Tempo.

## Hitnoteringen
De rappers hadden flink succes in Nederland met het lied. In de Single Top 100 kwam het tot de derde plaats en stond het 34 weken in de hitlijst. In de negentien weken dat het in de Top 40 te vinden was, piekte het op de vijfde plaats.